# Бо-Каап музей
Бо-Каап музей — музей в Кейптауні, заснований в найстарішій будівлі в районі, яка є досі у своєму первісному вигляді від часу 1760 року. У цій архітектурній споруді відображається культурних внесок ранніх мусульманських поселенців міста, багато з яких були досвідченими кравцями, теслями, шевцями та будівельниками. Музей розташований у районі Бо-Каап - який ще з давніх часів отримав іншу назву — «малайський район» (Malay dwelling) через заселення його вихідцями мусульманами-малайцями. Але з віками, сучасна культура так й не змогла суттєво вплинути на цей міський район, де збереглися в їх первісному вигляді цілі вулиці міста, й тепер він став туристичною принадою Кейптауна, а архітектурний «Бо-Каап музей» його «перлиною» в експозиції.